# قورشا (اسطوره)
برای روستایی به این نام به قورشا رجوع کنید.
قورشا (گرجی: ყურშა) سگی افسانه‌ای در افسانه‌های گرجی است. هرچند او در چندین داستان مختلف ظاهر می‌شود، اما بیشتر به‌عنوان همراه وفادار قهرمان فرهنگی، امیرانی شناخته می‌شود. نام او به‌معنای «گوش‌سیاه» است، که نامی رایج برای سگ‌ها در گرجستان به‌شمار می‌آید.
گفته می‌شود که قورشا از کلاغ یا عقاب زاده شده است و گاهی با بال‌هایی شبیه به بال عقاب به تصویر کشیده می‌شود. جدا از بال‌هایش، ویژگی‌های خارق‌العادهٔ دیگری نیز برای او ذکر شده‌اند؛ از جمله پنجه‌های غول‌پیکر، لب‌هایی از طلا و چشمانی به بزرگی غربال. قدرت‌های فراطبیعی‌ای نیز به او نسبت داده شده‌اند؛ مانند پارس پرطنینی که مانند رعد شنیده می‌شود، جهشی به بزرگی یک دشت پهناور، و توانایی بی‌نقص در ردگیری شکار.
قورشا موضوع یک ترانهٔ عامیانهٔ گرجی به نام «ای قورشای من!» بوده که دست‌کم به سدهٔ هجدهم میلادی بازمی‌گردد. داویت گورامیشویلی، شاعر گرجی زادهٔ ۱۷۰۵، در یکی از اشعارش که دربارهٔ دوران جوانی‌اش است، از آرزوی شنیدن دوبارهٔ این ترانه گفته است. تاکنون دست‌کم بیست‌وهفت نسخهٔ متفاوت از این ترانه ثبت شده است.

## همراهان
امیرانی، به‌عنوان یکی از برجسته‌ترین قهرمانان اسطوره‌ای گرجستان، بیشترین ارتباط را با قورشا دارد. او فرزند ایزدبانوی کوهستان، دالی، و یک شکارچی فانی بود و از قدرتی فراانسانی برخوردار بود. آمیرانی در زمین سفر می‌کرد و با دیوان و اژدهایان می‌جنگید، تا آنکه تصمیم گرفت هیچ دشمن شایسته‌ای باقی نمانده و حتی خدا را نیز به مبارزه فراخواند. خداوند به‌دلیل این گستاخی، او را درون کوهی به میله‌ای زنجیر کرد، و سگ وفادارش قورشا نیز همراه او گرفتار شد. قورشا زنجیرهای آمیرانی را می‌لیسید تا آن‌ها را تضعیف کند، و هر بار تا آستانهٔ رهایی پیش می‌رفت، اما هر سال، پیش از آنکه بتواند او را آزاد کند، زنجیرها دوباره بازسازی می‌شدند.
در داستانی دیگر، بتکیل شکارچی، یکی دیگر از همراهان قورشا معرفی شده است. برخلاف آمیرانی، بتکیل انسانی معمولی بود. ایزدبانو دالی عاشق او شد، اما وقتی بتکیل به او خیانت کرد و با زنی فانی همبستر شد، دالی برای انتقام او را به قلهٔ کوهی کشاند و در آنجا گیر انداخت. در برخی روایت‌ها، بتکیل قورشا را برای آوردن کمک می‌فرستد و او با گروهی از روستاییان بازمی‌گردد. آن‌ها طناب‌هایی می‌اندازند، اما کوه بلندتر می‌شود و بتکیل به مرگ سقوط می‌کند. در نسخه‌ای دیگر، قورشا که از گرسنگی بتکیل آگاه است، از او می‌خواهد که او را قربانی کند. بتکیل قورشا را می‌کشد، با کمان و تیرهایش آتش روشن می‌کند، اما در نهایت نمی‌تواند دلش را به خوردن گوشت سگ بدهد.
در برخی منابع، قورشا همراه خود دالی معرفی شده، اما اغلب به‌عنوان همراه شکارچیان شناخته می‌شود.